# Dumka
Dumka – ukraińska wielozwrotkowa pieśń w formie ballady o rzewnym nastroju, często wyrażająca żal po utraconej osobie lub tęsknotę do jakiegoś miejsca czy wydarzenia; zwykle wykonywana z towarzyszeniem bandury.
Dumka to też forma muzyczna rozwinięta w okresie romantyzmu i będąca bliskim odpowiednikiem elegii; często wzorowana na ukraińskich dumkach.

## Niektóre dumki
- Fryderyk Chopin – Dwojaki koniec - dumka na głos i fortepian op. 74/11 (1845)
- Piotr Czajkowski – Dumka C-dur na fortepian op. 59 (1886)
- Antonín Dvořák – Trio fortepianowe Dumki op. 90 (1890)
- Stanisław Moniuszko – Przychodź, miły, dzień już biały - dumka na głos i fortepian (1855)
- Krzesimir Dębski – Dumka na dwa serca (1998)